# Getto w Gąbinie

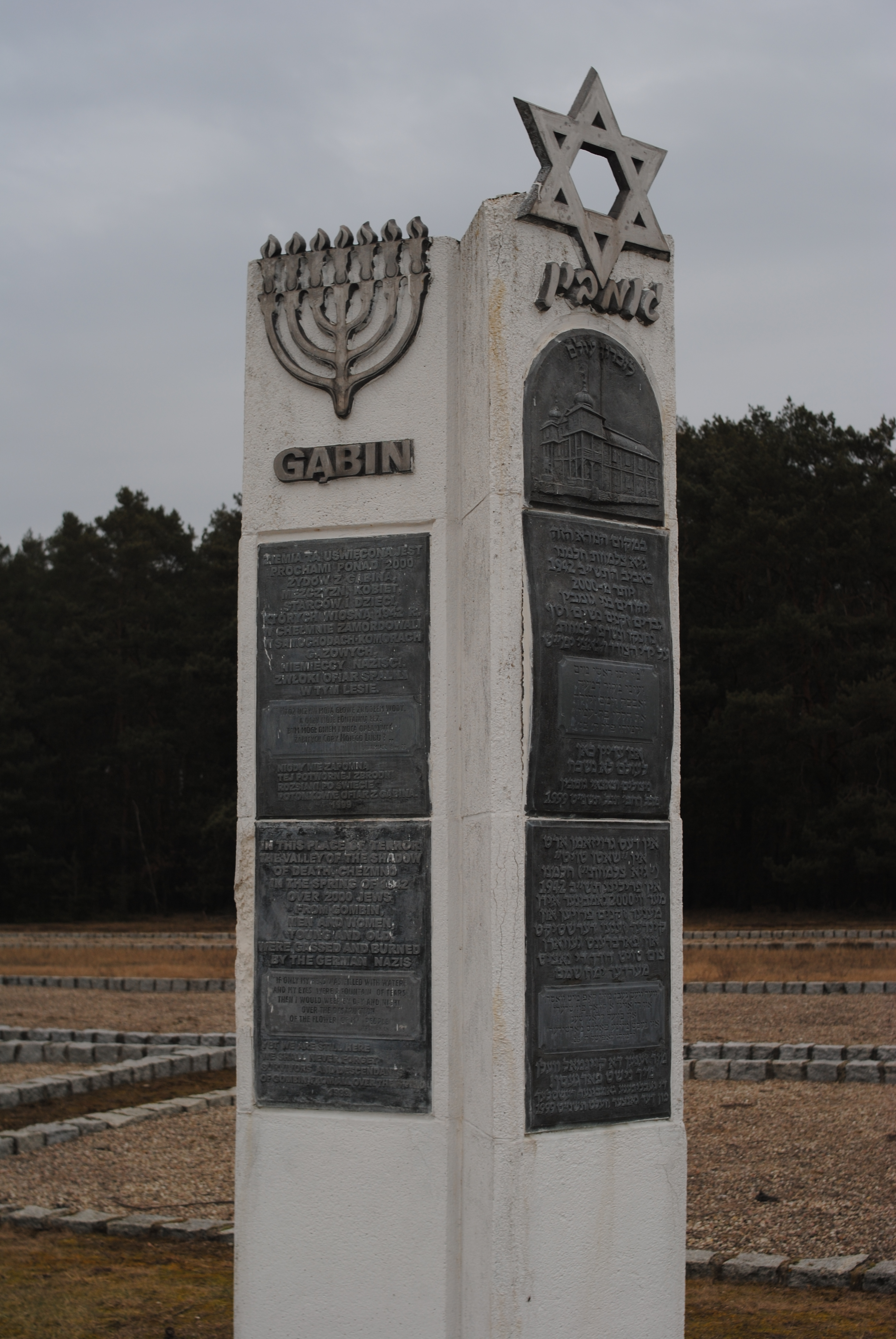
Pomnik upamiętniający Żydów z Gąbina w Lesie Rzuchowskim

Getto w Gąbinie – getto żydowskie utworzone podczas II wojny światowej przez okupantów w Gąbinie.

## Historia
Niedługo po zajęciu miasta podczas kampanii wrześniowej spalono synagogę oraz aresztowano i najprawdopodobniej zamordowano gąbińskiego rabina. W październiku 1939 roku w mieście utworzono Judenrat, na czele którego stanął Mosze Want. Powołano także policję żydowską, na czele której stanął brat Wanta. Żydów zmuszano do pracy przy sprzątaniu miasta oraz naprawiania szkód, których doznało w wyniku bombardowań.
W grudniu 1939 roku w Gąbinie mieszkało 1949 Żydów. 20 kwietnia 1940 roku do miasta przybyła duża liczba policjantów niemieckich z Gostynina i okolicznych miejscowości, następnie Żydów wyrzucano z domów i bito. Zamordowano starszych i chorych, wielu Żydów zamknięto także w gospodzie, gdzie torturowano ich w celu wymuszenia zapłaty kontrybucji.
Żydów już w 1940 roku zmuszono do przeniesienia się do wyznaczonej przez Niemców części miasta. Oficjalnie getto w Gąbinie utworzono w sierpniu 1941 roku, jego granice wyznaczały ulice Kilińskiego, Poprzeczna, Cmentarna i częściowo Suchy Pień w części miasta nazywanej Budki. Początkowo było to getto otwarte, później zostało jednak otoczone płotem. W getcie występowały epidemie tyfusu i innych chorób, działała jednak szkoła pod kierownictwem Poli Pindek i Hindy Brzezińskiej. Getto otrzymywało wsparcie z Jointu, z którego pomocą otwarto w getcie kuchnię, więźniom getta wydawano także leki i ubrania. W 1942 roku w getcie zarejestrowano 2150 osób, w tym 250 pochodzących z okolicznych miejscowości.
W 1941 roku rozpoczęto także deportacje więźniów getta do obozów pracy przymusowej w okolicach Poznania. W marcu 1942 roku około 500 mężczyzn zostało wysłanych do obozu pracy w Koninie-Czarkowie, przed deportacją szef Arbeitsamtu osobiście zastrzelił trzech starców. Chorych i starych więźniów transportowano do obozu zagłady w Chełmnie nad Nerem.
Akcja likwidacyjna getta została przeprowadzona w dniach 12–14 kwietnia 1942 roku. W akcji brały udział jednostki Schutzstaffel, Ordnungspolizei, Selbstschutzu i żandarmerii oraz mieszkańcy Gąbina narodowości niemieckiej, w tym członkowie Hitlerjugend. Więźniom getta nakazano zapłacić wcześniej po 8 Reichsmarek za rzekomą podróż do innych gett na terenie Kraju Warty. Żydzi z getta spędzani byli na plac Strażacki, gdzie byli bici, a chorzy byli na miejscu rozstrzeliwani. Żydzi byli trzymani na placu przez dwa lub trzy dni, Niemcy organizowali wówczas selekcję więźniów. Niektórym mieszkańcom narodowości polskiej udało się dostarczyć Żydom wodę i chleb, Niemcy dostarczyli na plac jedynie beczkę wody pobranej z pobliskiego stawu. Więźniów getta wysłano następnie do obozu zagłady w Chełmnie, gdzie zostali zamordowani.
Wartościowe przedmioty pozostawione przez Żydów zostały zajęte przez niemiecką administrację. Tydzień po likwidacji getta przeprowadzono licytację pozostawionego mienia, następnie reszta własności żydowskiej została spalona. W maju 1942 roku na teren dawnego getta przesiedlono Polaków. Na przełomie sierpnia i września tego samego roku zniszczono cmentarz żydowski.